# 喜劇 右むけェ左!
喜劇 右むけェ左!（きげき みぎむけぇひだり）は、1970年12月31日に渡辺プロダクションが制作、東宝が配給、公開した前田陽一監督の映画。カラー、シネマスコープ、83分。
本作は未ソフト化であるが、2017年1月には、CS・日本映画専門チャンネルにて『新春特選・日本の初笑い特集』の1つとしてTV初放送された。

## ストーリー
女性下着メーカーの「クローバー商事」の販売係長である平山守は、薄井社長から販売部に新設された外国課の課長に抜擢された。この外国課に酒田正章、井野田やすし、山辺収、太井次郎が配属された。会社命令で自衛隊に体験入隊することになり、元軍人の平山は俄然張り切る。そんなある日、旧軍隊の記録が展示してある図書資料室で平山は当時の記憶がよみがえった。それは隊長が猫ババした札束が箱につめられてどこかに埋蔵されていることだった。

## スタッフ
- 制作：渡辺晋、大木舜二
- 監督・脚本：前田陽一
- 脚本：石松愛弘、高畠久
- 撮影：梁井潤
- 美術：小島基司
- 音楽：山本直純

## 出演者
- 酒田正章：堺正章
- 平山守：犬塚弘
- 井野田やすし：田辺靖雄
- 丸田薫：小松政夫
- 太井次郎：大橋壮多
- 田中昭子：小川ひろみ
- 山辺収：なべおさみ
- 吉沢部長：藤村有弘
- 薄井部長：高野真二
- 東田監督：いかりや長介
- 富子：島かおり
- 土屋：井上順之
- 山中：左とん平
- 伊藤：北浦昭義
- よし江：吉沢京子
- 祖母：浦辺粂子
- 津田：山東昭子
- 大田百合子：木の実ナナ
- ピッチャー：ジャイアント馬場
- 布施明
- ザ・タイガース

## 挿入歌
- 『素晴しい旅行』

作詞：山上路夫
作曲：沢田研二
歌・演奏：ザ・タイガース
- 『冬の停車場』

作詞：山上路夫
作曲：三月はじめ
歌：布施明

## 同時上映
『日本一のワルノリ男』
- 脚本：田波靖男 / 監督：坪島孝 / 主演：植木等、加藤茶
- 『日本一シリーズ』第9作。